# Shawn Mendes
Shawn Peter Raul Mendes, född 8 augusti 1998 i Pickering i Ontario, är en kanadensisk sångare och låtskrivare. Mendes blev känd genom videodelnings-appen Vine.

## Biografi
Mendes föddes i Toronto, Ontario och växte upp i Pickering, en förort till Toronto, med en mor av engelsk och en far av portugisisk härkomst. Mendes har även en fem år yngre syster vid namn Aaliyah. Innan han påbörjade sin sångkarriär spelade han ishockey och fotboll. 

## Karriär
När Mendes var tio år gammal började han titta på klipp på Youtube, där människor sjöng och spelade andras låtar. Han inspirerades av detta och började i augusti 2013 lägga upp egna korta videoklipp där han spelade gitarr och sjöng på Vine. Innan Vine så laddade han upp covers på youtube. Men han slog igenom när han lade upp ett klipp där han sjöng As long as you love me av Backstreet Boys. Klippet fick över 10 000 gillande på ett dygn och blev början på Mendes karriär. I augusti 2014 var Mendes den tredje största musikern på Vine. När han fyllde 15 år fick han en gitarr av sina föräldrar och övade varje dag på olika låtar med hjälp av Youtube-klipp. Följande år blev han uppmärksammad av artistmanagern Andrew Gertler och Island Records, vilket ledde till Mendes första skivkontrakt.
När Mendes var 15 år deltog han i den amerikanska underhållningsturnén Magcon (Meet And Greet Convention), där han sjöng och spelade gitarr. Han var förartist till Austin Mahone på dennes USA-turné sommaren/hösten 2014, och var även förband åt Taylor Swift på hennes turné i USA år 2015. Den 26 juni 2014 släpptes Mendes första singel "Life of the Party", som blev etta på Itunes topplista. Mendes självbetitlade debut-EP släpptes den 28 juli 2014. Han medverkade som gästartist på låten "Oh Cecilia (Breaking My Heart)" av The Vamps (ursprungligen av Simon and Garfunkel under titeln "Cecilia").
Den 20 november 2015 släpptes albumet Handwritten (Revisited). Albumet innehöll fyra nya låtar, varav en var "I Know What You Did Last Summer". Låten skrevs och framfördes tillsammans med Camila Cabello, en av medlemmarna i bandet Fifth Harmony. De nya låtarna hade titlarna Act Like You Love Me, Running Low och Memories. Albumet innehöll också inspelningar från live-framträdanden. Den 3 juni släpptes låten Treat You Better som handlade om individer som har utsatts och utsätts för våld i hemmet. Låten låg som bäst placerad på fjärde plats på Sverigetopplistan.
Den 23 september 2016 släpptes Shawn Mendes andra album Illuminate. Den 25 maj 2018 släpptes Mendes tredje självbetitlade studioalbum och den 4 december 2020 hans fjärde album Wonder

## Sverigebesök
Shawn Mendes besökte för första gången Sverige 14 februari 2015, och andra gången den 18 september 2015 då han sjöng på lilla scenen på Gröna Lund. Han kom till Sverige en tredje gång den 21 april på Fryshuset då han sjöng inför en publik på över 3 500 människor.  
Shawn Mendes hade en turné 2016 som startade 5 mars i Radio City Hall i New York. 
17 maj 2017 kom han än en gång till Sverige under sin världsturné Illuminate Tour. Han och James TW (förband) spelade då i globen. Det befann sig cirka 11 000 människor under konserten.   
Shawn Mendes uppträdde senast i Stockholm den 15 mars 2019 på sin världsturné "Shawn Mendes: The Tour". Han hade på denna turné med sig popstjärnan Alessia Cara (förband) med kända hits som "Here", "Scars to your beautiful", "Stay" och även "How far I'll go" från Disneyfilmen Moana. De uppträdde i ett fullsatt Globen.

## Diskografi
Shawn Mendes har släppt följande album:
- 2015 - Handwritten
- 2015 - Handwritten (Revisited)
- 2016 - Illuminate
- 2016 - Live At Madison Square Garden
- 2017 - MTV Unplugged
- 2018 - Shawn Mendes
- 2020 - Wonder

Han har även släppt följande singlar:
| År   | Datum       | Titel                           |
| ---- | ----------- | ------------------------------- |
| 2014 | 26 juni     | Life of the Party               |
| 2014 | 6 november  | Something Big                   |
| 2015 | 2 februari  | Show You                        |
| 2015 | 2 februari  | One of those nights             |
| 2015 | 16 mars     | Stitches                        |
| 2015 | 6 april     | Kid In Love                     |
| 2015 | 18 november | I Know What You Did Last Summer |
| 2016 | 3 juni      | Treat You Better                |
| 2016 | 18 augusti  | Mercy                           |
| 2017 | 20 april    | There´s Nothing Holdin´Me Back  |
| 2018 | 22 mars     | In My Blood                     |
| 2018 | 23 mars     | Lost In Japan                   |
| 2018 | 5 maj       | Youth                           |
| 2018 | 18 maj      | Where were you in the morning   |
| 2018 | 23 maj      | Nervous                         |
| 2019 | 3 maj       | If I Can’t Have You             |
| 2019 | 21 juni     | Señorita                        |
| 2020 | 2 oktober   | Wonder                          |
| 2021 | 1 december  | it'll be okay                   |